# Клауд Томас Стенфілд Мур
Клауд Томас Стенфілд Мур (англ. Claude Thomas Stanfield Moore; 10 червня 1853 — 2 квітня 1901) — британський художник-пейзажист з Ноттінгема, який став більш відомий за його морські сцени і вид на Темзу.

## Біографія
Клауд Томас Стенфілд Мур народився у Томаса Купера Мура (1827—1901), який був художником, мав архітектурну практику.
Клод заробляв на життя, спочатку, як літографічний художник. У віці 27 років він був здатний підтримувати себе як незалежний художник і від близько 1880 року почав виставляти свої роботи регулярно в Художній Музей Ноттінгемського замку, Ноттінгемське товариство художників та в інших містах регіону.
Батько — Томас Купер-Мур був членом-засновником у Ноттінгемі товариства художників і, крім того, переслідуючи свою кар'єру як архітектор, все-таки знайшов час, щоб створити багато красивих картин і навчити та заохочити своїх синів своїми художніми навичками.
Клауда, його батька і брата хвалили за їх витвори мистецтва старого Ноттінгема, за роботи, створені кресленням або за допомогою акварелі і масла.
У 1891 Клауд оголосив себе морським художником. Його картини були переважно з річками або з прибережними місцями, де стояли судна. Вони були намальовані в найдрібніших подробицях, завжди з драматичними ефектами освітлення.
Клауд мав студію в Ноттінгемі, але працював в основному у Лондоні з 1882 року і написав багато картин Лондона, найвідоміші з яких є вид на річку Темзу, її причали, кораблі, вигляд на будівлю парламенту і Вестмінстерського абатства від річки.
Одна картина, називається «Басейн Лондона», що була створена спільно з батьком Клауда в 1879 році. І продана на аукціоні в 1999 році за £12,000.
На жаль, Клауд помер у 1901 році, у віці всього лише 47 років, незабаром після того, як його батько.
Роботи Клауда, його батька, Томаса Купера і його брата Рубен Артура (зазвичай називають Рубенс) є аналогічними за характером і різноманітностю. Всі шукали чарівні міські і сільські пейзажі, прибережні морські сцени, пейзажі Британських островів та Західної Європи.